# Azionariato popolare
L'azionariato popolare, o azionariato diffuso, è una pratica industriale consistente nella diffusione tra il grande pubblico della proprietà azionaria di imprese di grandi dimensioni.

## Funzionamento
Tramite l'azionariato popolare, si ottiene una capillare diffusione della proprietà delle quote della società, che anziché essere possedute da un numero limitato di soci, è invece in mano ad un numero il più elevato possibile di soggetti, soprattutto investitori cosiddetti «non istituzionali».
Coinvolgendo un corposo numero di soggetti nelle sorti dell'impresa, l'azionariato popolare ha la capacità di favorire una maggiore stabilità politico-sociale con una distribuzione del reddito più omogenea, e consente una partecipazione ampia alle sorti della società attraverso la partecipazione di un vasto numero di soci alle assemblee societarie.

### Azionariato operaio
Una particolare tipologia di azionariato popolare è l'azionariato operaio o azionariato dei dipendenti. Questo si realizza mediante la distribuzione di azioni o obbligazioni ai dipendenti dell'azienda stessa, che — sebbene, dal punto di vista lavorativo, siano posti in posizione subordinata rispetto ai vertici aziendali ― vengono in questo modo legati economicamente alle sorti dell'impresa.

### Azionariato sportivo
In ambito sportivo, l'azionariato popolare prevede la distribuzione di azioni ai tifosi di una società sportiva permettendo l'ingresso degli stessi all'interno meccanismi di gestione del club. 
Tuttavia, soprattutto in Italia, la definizione viene largamente usata in maniera impropria per descrivere i tentativi di messa in atto di forme non democratiche di pseudo-partecipazione dei tifosi: in primo luogo, perché questa viene declinata in società a responsabilità limitata (la forma giuridica più utilizzata dalle società sportive) che dunque non dispongono di azioni, bensì di quote societarie, e in secondo luogo perché quasi sempre l'acquisto di azioni o quote societarie non permette al tifoso di partecipare attivamente alla vita del club.
Un'ulteriore operazione finanziaria che viene talvolta confusa con l'azionariato popolare è l'equity crowdfunding, ovvero la realizzazione di un finanziamento partecipativo mediante la vendita di azioni o quote societarie; detto finanziamento viene effettuato in occasione di un investimento (come, ad esempio, la costruzione di uno stadio) o in relazione ad un business plan limitato nel tempo, ma non garantisce l'effettiva partecipazione ai processi decisionali interni alla società.

#### Germania
A partire dal 1999, in Germania, le società sportive hanno ottenuto la possibilità di passare da essere organizzazioni no-profit ― interamente gestite e supportate economicamente dai tifosi, con le uniche eccezioni del Bayer Leverkusen e del Wolfsburg rispettivamente di proprietà di Bayer e Volkswagen ― a diventare società, aprendo quindi all'ingresso di capitali privati; ai tifosi viene comunque garantito, per legge, il controllo del 50+1% del club che viene rappresentato tramite quote annuali versate ad associazioni di tifosi.
Il club tedesco più famoso al mondo, il Bayern Monaco, dispone di una eingetragener Verein (associazione registrata) di circa trecentomila soci che gestisce il 75% della società, mentre le quote restanti sono di proprietà di Adidas, Allianz e Audi che possiedono ciascuna l'8,33%.
Il modello tedesco, oltre che il più aderente alla definizione di azionariato popolare, è considerato un perfetto equilibrio tra necessità di ingresso di capitali e mantenimento dell'identità del club.

#### Italia
In Italia ci sono stati alcuni tentativi di aprire le società sportive ai tifosi, tra cui si ricordano le esperienze di Mantova, Parma e Ancona. Ad oggi, gli unici esempi effettivamente assimilabili all'azionariato popolare ― seppur con i dovuti distinguo, in parte già citati nel precedente paragrafo ― sono in ambito dilettantistico: il Derthona, partecipato dal Supporters' Trust “Noi siamo il Derthona”, ed il Fasano, gestito dall'associazione “Il Fasano siamo noi”.
Nel calcio regionale, esistono inoltre alcune società direttamente costituite e partecipate dai tifosi, coma ad esempio l'Ideale di Bari (che si richiama all'Unione Sportiva Ideale dell'inizio del XX secolo), il Quarto Afrograd di Napoli e il Cava United di Cava de' Tirreni, quest'ultima tra gli esempi più longevi di società interamente gestita da tifosi.

#### Spagna
In Spagna, dal 1992, le società sportive possono costituirsi in SAD (sociedad aútonoma deportiva), ovvero una società di capitali con finalità esclusivamente sportiva. Tra quelle della Liga, fanno eccezione poche squadre che hanno mantenuto lo status di organizzazione no-profit, vale a dire il Real Madrid, il Barcellona, l'Atlético Bilbao e l'Osasuna: queste sono, di fatto, associazioni interamente costituite dai tifosi che rinnovano annualmente la propria tessera, partecipando così al controllo in modo diretto o indiretto agli aspetti organizzativi della squadra. Queste associazioni godono inoltre di una tassazione largamente minore di quella delle SAD.
L'unico caso ibrido è quello del Real Murcia, una SAD che nel 2018 si è salvata dal fallimento con un aumento di capitale e la messa in vendita di quote ai tifosi, creando una situazione societaria assimilabile più al modello tedesco che a quello spagnolo.